# Hypodynerus houssayi
Hypodynerus houssayi är en stekelart som beskrevs av Abraham Willink 1981.
Hypodynerus houssayi ingår i släktet Hypodynerus och familjen Eumenidae. Inga underarter finns listade i Catalogue of Life.